# Castillo de Santiuste
El castillo de Santiuste es una fortificación situada en Santiuste, al este de Corduente (Guadalajara, España).

## Descripción
Es un castillo de llanura, de planta cuadrada de unos cien metros de perímetro, con cuatro torres cuadradas en las esquinas, tres almenadas y una techada, de cuatro pisos de alto y con un sótano cada una, y un patio central enclaustrado con arcos de medio punto y dividido en dos por un muro. La fachada principal está orientada al este y tiene una puerta de arco de medio punto, coronada por el escudo de los Ruiz de Molina. Alrededor del castillo se edificó una barbacana almenada con cuatro torretas en las esquinas y dos que protegían la puertas.
El castillo se encontraba en ruina y casi destruido tras el terremoto que asoló Lisboa en 1755 y que afecto a gran parte de la península ibérica hasta que en 1971 un particular lo adquiere y lo reconstruye en gran parte.

## Historia
La localidad de Corduente fue comprada en 1410 por el bachiller en leyes Juan Ruiz de Molina, también conocido como Juan Ruiz de los Quemadales y, sobre todo, como el Caballero Viejo. En 1434 consiguió los permisos de Juan II de Castilla para construir un castillo para colaborar en la guerra contra la Corona de Aragón. En 1447 fue destruido por las tropas de Diego Hurtado de Mendoza y Figueroa, teniendo que ser reconstruido de nuevo.
Más que un recinto defensivo se trató de una casa fuerte con robusta apariencia pero escaso valor militar, por lo que el uso que finalmente se le dio hasta su destrucción en 1755 fue el de vivienda palacio de los herederos de los Ruiz de Molina, los marqueses de Embid.